# Eleutherodactylus heminota
Eleutherodactylus heminota är en groddjursart som beskrevs av Shreve och Williams 1963. Eleutherodactylus heminota ingår i släktet Eleutherodactylus och familjen Eleutherodactylidae. IUCN kategoriserar arten globalt som starkt hotad. Inga underarter finns listade i Catalogue of Life.